# إدوارد أوهارا
إدوارد أوهارا هو سياسي كندي، ولد في 1767، وتوفي في 1833.